# Отрадное (Приозерский район)
Отра́дное (до 1948 года Пю́хяя́рви, фин. Pyhajärvi)) — посёлок при железнодорожной станции в Плодовском сельском поселении Приозерского района Ленинградской области.

## Название
Во время послевоенных переименований первоначально предназначенное для села Ряйсяля название Отрадное было переброшено на деревню Пюхякюля, а затем на станцию Пюхяярви. Пристанционный посёлок и станция Пюхяярви получили вначале наименование Приозёрная, но вскоре название было изменено на Отрадная, которое в форме среднего рода было закреплено указом Президиума ВС РСФСР от 1 октября 1948 года.

## История

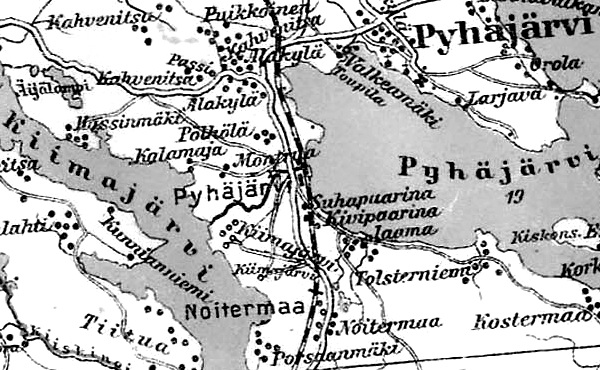
Посёлок при станции Пюхяярви на финской карте 1923 года

До 1940 года посёлок при станции Пюхяярви входил в состав волости Пюхяярви Выборгской губернии Финляндской республики. 
С 1 мая 1940 года в составе Карело-Финской ССР.
С 1 августа 1941 года по 31 июля 1944 года финская оккупация.
С 1 ноября 1944 года в составе Пюхяярвского сельсовета Кексгольмского района
С 1 октября 1948 года в составе Отрадненского сельсовета Приозерского района. 
С 1 февраля 1963 года — в составе Выборгского района.
С 1 января 1965 года — вновь в составе Приозерского района. В 1965 году посёлок насчитывал 290 жителей. 
По данным 1966, 1973 и 1990 годов посёлок при станции Отрадное входил в состав Отрадненского сельсовета.
В 1997 году в посёлке при станции Отрадное Отрадненской волости проживали 105 человек, в 2002 году — 68 человек (русские — 85 %).
В 2007 году в посёлке при станции Отрадное Плодовского СП проживали 78 человек, в 2010 году — 80 человек.

## География
Посёлок расположен в центральной части района на автодороге А121 «Сортавала» (Санкт-Петербург — Сортавала — автомобильная дорога Р-21 «Кола») в месте примыкания к ней автодороги 41К-154 (Торфяное — Заостровье).
Расстояние до административного центра поселения — 2 км.
В посёлке находится железнодорожная станция Отрадное. 
Посёлок находится на северо-западном берегу озера Отрадное.

## Демография
| 2007 | 2010 | 2017 |
| ---- | ---- | ---- |
| 78   | ↗80  | ↘62  |

## Известные уроженцы
- Леннарт Карл Эш (фин. Lennart Oesch, 1892—1978) — один из финских военачальников во время Второй мировой войны

## Улицы
Ветеранов, Железнодорожная, Центральная, Шоссейная.